# 双柏县 (西汉至南朝)
双柏县，西汉至南朝齐、梁时期的县，在今云南省易门县、双柏县一带，具体地点尚无定论，辖境包括今双柏县、易门县、新平彝族傣族自治县。

## 历史
汉武帝元封二年（前109年）开益州郡，设双柏县。东汉时双柏产银，仍属益州郡。三国蜀汉改益州郡为建宁郡，双柏改属建宁。西晋泰始七年（271年），武帝划建宁、兴古、云南、永昌四郡设立宁州，双柏县属宁州建宁郡。太安二年（303年），晋惠帝分建宁以西七县另立为益州郡，双柏县改属益州郡，永嘉二年（308年）改益州郡为晋宁郡。南朝宋、齐属晋宁郡，齐时南中各地已被大姓爨氏控制，萧梁仅能遥领宁州，到陈朝即不再统治宁州。
东晋《华阳国志》载双柏县属建宁郡而非晋宁郡，任乃强认为劳水（李仙江）流域秦汉时为夜郎国境，汉时以滇国地为益州郡，双柏并非滇国地域，仅因山川形便划归益州郡，晋分建宁郡与晋宁郡时，县人因历史关系要求归属建宁郡。
2021年，河泊所遗址考古挖掘出有关双柏县的实物材料，有“双柏长印”封泥。

## 地望
《道光云南通志稿》、王先谦、方国瑜、任乃强定于易门县；刘琳定于易门县南三十里元朝旧县；谭其骧主编《中国历史地图集》、《正史地理志汇释丛刊》定于双柏县南或东南；钱坫、汪士铎、谢钟英、杨守敬定于昆阳州西北（今昆明市晋宁区西北），《汉书》称即水“南至双柏入僕”，即水为绿汁江，方国瑜指出即水并未流经昆阳州，此说“其误显然”；吕调阳定于镇雄州，系任意为说。

## 纪念
民国14年（1925年），摩刍县地方绅首认为“摩刍”彝语地名“不尙典雅”，申请据汉时“双柏县”复名，同年获云南省政府批准，内政部于民国18年（1929年）认可更名。“双柏县”一名沿用至今，成为西汉益州郡所辖24个县中，唯一县名仍在使用的县。

## 引用
1. 1 2 3  任乃强（1987年），第275页
2. ↑  汉书，卷二十八上·地理志八上，第1601页："益州郡，武帝元封二年开。莽曰就新，属益州。……县二十四：……双柏。"
3. ↑  后汉书，志二十三·郡国五，第3512-3513页："益州郡，武帝置。……双柏，出银。"
4. ↑  晋书，卷十四·地理上，第441页："建宁郡，蜀置，统县十七，户二万九千。味、昆泽、存䣖、新定、谈槀、母单、同濑、漏江、牧麻、谷昌、连然、秦臧、双柏、俞元、修云、泠丘、滇池。"
5. ↑  晋书，卷十四·地理上，第440页："泰始七年，武帝以益州地广，分益州之建宁、兴古、云南、交州之永昌，合四郡为宁州，统县四十五，户八万三千。"
6. ↑  晋书，卷十四·地理上，第441页："太康三年，武帝又废宁州入益州，立南夷校尉以护之。太安二年，惠帝复置宁州，又分建宁以西七县别立为益州郡。永嘉二年，改益州郡曰晋宁，分牂柯立平夷、夜郎二郡。"
7. ↑  宋书，卷三十八·州郡四，第1183页："晋宁太守，晋惠帝太安二年，分建宁西七县为益州郡，晋怀帝更名。……双柏长，汉旧县，属益州郡，晋太康地志属建宁。"
8. ↑  南齐书，卷十五·州郡下，第304页："宁州，镇建宁郡，本益州南中，诸葛亮所谓不毛之地也。……晋宁郡：建伶、连然、滇池、俞元、谷昌、秦臧、双柏。"
9. ↑  尤中（1990年），第86-89页
10. ↑  伍晓阳; 严勇. . 新华社. 2025-06-17  [2025-07-30].
11. ↑  道光云南通志稿，卷三十二，建置志一之二·沿革二，第26页："益州郡双柏 谨案：易门县历代志书谨云汉益州郡，不详何县。案：《水经注》叶榆水自邪龙东南经秦臧县，南与濮水同注滇池泽于连然、双柏县。则双柏当东临滇池。又汉《地理志》秦臧县牛兰山即水所出，南至双柏入僕。则双柏当西兼南安、嶍峨边界，西及新平斗门乡、丁癸江入礼社江处，而易门之为双柏似为可据。"
12. ↑  王先谦，汉书补注，第782頁："双柏。〔补注〕先谦曰：后汉因《续志》出银，《志稿》云易门县，诸志不详。据叶榆水注双柏，当东临滇池；又即水至此入仆，则双柏当兼南安、嶍峨边界，西及新平，丁癸江入礼社江处。易门为双柏似为可据。"
13. ↑  方国瑜（1987年），第64页
14. ↑  刘琳（1984年），第408页
15. ↑  谭其骧（1982年），第55-56页
16. ↑  周振鹤（2006年），第322页
17. ↑  钱林书（2007年），第322页
18. ↑  孟刚 & 邹逸麟（2018年），第417页
19. ↑  胡阿祥（2006年），第281页
20. ↑  新斠注地理志，卷十一，第29页："双柏，应今云南府昆阳州地。"
21. ↑  汪士铎《汉志释地略》，引自史记两汉书三史 补编，第三册，第62页："双柏，昆阳西北。"
22. ↑  谢钟英《补三国疆域志补注·九》，引自三国志补编，第523页："双柏，汉旧县……汪士铎曰叶榆今礼社江，僕水今易门江，双柏城今云南府昆阳州西北。"
23. ↑  杨守敬 1981，《前汉地理图》南七卷·西四，第七十四页
24. ↑  方国瑜（1987年），第65页
25. ↑  吕调阳《汉书地理志详释》，引自史记两汉书三史 补编，第三册，第36-37页："双柏 今镇雄州双縶鸟臂之也柏通蒲飞不能去仍集于臂也沱沿河南合后所河入汉象之案益州地错入牂牁犍为之间亦当时制驭之势宜然究之鞭长莫及故蜀汉分置建宁郡也"
26. ↑  吴光范（1988年），第149页
27. ↑  双柏县志（1996年），第2页